# Herberto Helder
Herberto Helder de Oliveira, né le 23 novembre 1930 à Funchal (Madère) et mort le 23 mars 2015  à Cascais, est un écrivain et poète portugais. Son recueil La Cuillère dans la Bouche figure sur la liste des 50 œuvres essentielles de la littérature portugaise établie en 2016 par le Diário de Notícias.

## Biographie
Herberto Helder étudie les lettres à l'université de Coimbra et travaille à Lisbonne comme journaliste, bibliothécaire, traducteur et présentateur d'émissions de radio. Il fuit la dictature de Salazar en France, en Belgique et aux Pays-Bas, où, pour survivre, il fait un peu tous les métiers (ce qu'il vivra pendant cette période d'exil sera la thématique essentielle de son recueil, Les Cent pas). Il élabore, dès 1958 une œuvre – essentiellement poétique dans le sillage de l’expérience surréaliste et de la poésie expérimentale. Il organise en 1964 avec António Aragão le "1º caderno antológico de Poesia Experimental" (Cadernos de Hoje, MONDAR editores), événement marquant de l'histoire de la poésie au Portugal. 
Il est considéré aujourd'hui comme l'un des plus originaux poètes de langue portugaise. En 1994, on lui décerne le prix Pessoa, qu'il refuse. Au fil des années, Helder s'est créé une aura de mystère, refusant toute mondanité littéraire ou entrevue avec des journalistes.
La critique littéraire rapproche son langage poétique de l'alchimie, de la mystique, de la mythologie œdipienne et de l'image maternelle.

## Œuvres

### Poésies
- O Amor em visita, 1958, L'Amour en visite, trad Magali Montagné, Mazamet, Babel, 1991
- A Colher na Boca, 1961, La cuiller dans la bouche, trad Marie-Claire Vromans, Paris, La Différence, 1991
- Poemacto, 1967
- Lugar, 1962
- Electronicolirica, 1964
- Húmus, 1967
- Retrato em movimento, 1967
- O bebedor nocturno, 1968
- O ofício cantante, 1968
- Cobra, 1977
- Photomaton e Vox, 1979
- Poesia Toda, 1981
- A Cabeça entre as mãos, 1982
- As Magias (1987)
- Última Ciência (1988), Science ultime, trad Laura Lourenço et Marc-Ange Graff, postface de Gabrielle Althen, Lettres Vives, 1988
- Do Mundo (1994), trad Christian Mérer et Nicole Siganos, Paris, La Différence, 1997
- Poesia Toda (1º vol. de 1953 à 1966; 2º vol. de 1963 à 1971) (1973)
- Poesia Toda (1ª édition 1981)
- A Faca Não Corta o Fogo - Súmula & Inédita (2008)
- Ofício Cantante (2009)

- (fr) Le poème continu : Somme anthologique, 1961-2008, Chandeigne (2002), Poésie/Gallimard (2010), préface Patrick Quillier, traduction Magali Montagné et Max de Carvalho  (ISBN 978-2070379712)

### Fictions
- 1963 : Os passos em volta
- 1968 : Apresentação do rosto
- (fr) Les Cent pas, Chandeigne (2013),